# Saltivska (métro de Kharkiv)
 (novembre 2024).
Si vous disposez d'ouvrages ou d'articles de référence ou si vous connaissez des sites web de qualité traitant du thème abordé ici, merci de compléter l'article en donnant les références utiles à sa vérifiabilité et en les liant à la section « Notes et références ».
Saltivska est une station de métro à Kharkiv, en Ukraine. Terminus nord-est de la ligne 2 du métro de Kharkiv, elle a ouvert le 24 octobre 1984 sous le nom d'Heroïv Pratsi, abandonné au profit de l'actuel en 2024.